# Conselho Nórdico
O Conselho Nórdico é um organismo de cooperação prática entre os parlamentos dos países nórdicos e das suas regiões autónomas. Tem como principal missão dar recomendações aos respetivos governos.
Foi fundado em 1952 pela Suécia, Dinamarca, Noruega e Islândia, tendo a Finlândia aderido em 1955. As regiões autónomas da Åland e das Ilhas Faroé aderiram em 1970, e a Groenlândia em 1984. O povo lapão (Sámi) não tem todavia representação no conselho.
Este órgão é composto por 87 deputados provenientes dos parlamentos dos cinco países nórdicos e das suas três regiões autónomas.
As principais áreas de trabalho do Conselho Nórdico são a cultura e a educação, para além da justiça, transportes, ambiente e condições sociais e económicas. Como marcas de referência da atividade do conselho, estão a criação do mercado comum de trabalho em 1954, e o acordo de livre circulação sem necessidade de passaporte em 1957.
Paralelamente ao Conselho Nórdico, existe um Conselho de Ministros Nórdicos, fundado em 1971.
As duas organizações têm as suas sedes em Copenhaga.

## Composição
Os membros do Conselho Nórdico são nomeados pelos parlamentos nórdicos.
| Membro      | Parlamento                 | Deputados | Ano de adesão | Estatuto                              |
| ----------- | -------------------------- | --------- | ------------- | ------------------------------------- |
| Suécia      | Parlamento da Suécia       | 20        | 1952          | Estado soberano                       |
| Noruega     | Parlamento da Noruega      | 20        | 1952          | Estado soberano                       |
| Finlândia   | Parlamento da Finlândia    | 18        | 1955          | Estado soberano                       |
| Dinamarca   | Parlamento da Dinamarca    | 16        | 1952          | Estado soberano                       |
| Islândia    | Parlamento da Islândia     | 7         | 1952          | Estado soberano                       |
| Ilhas Feroé | Parlamento das Ilhas Feroé | 2         | 1970          | Região autónoma do Reino da Dinamarca |
| Gronelândia | Parlamento da Groenlândia  | 2         | 1984          | Região autónoma do Reino da Dinamarca |
| Ilhas Åland | Parlamento da Åland        | 2         | 1970          | Região autónoma da Finlândia          |

## Presidentes
Lista dos últimos presidentes do Conselho Nórdico:
- Kimmo Sasi,  Finlândia, 2012
- Marit Nybakk,  Noruega, 2013
- Karin Åström,  Suécia, 2014
- Hans Wallmark,  Suécia, 2014
- Höskuldur Þórhallsson,  Islândia, 2015
- Henrik Dam Kristensen,  Dinamarca, 2016

## Secretários-gerais
- Emil Vindsetmoe,  Noruega, 1971-1973
- Helge Seip,  Noruega, 1973-1977
- Gudmund Saxrud,  Noruega, 1977-1982
- Ilkka-Christian Björklund,  Finlândia, 1982- 1987
- Gehard af Schultén,  Finlândia, 1987-1989
- Jostein Osnes,  Noruega, 1990-1994
- Anders Wenström,  Suécia, 1994-1996
- Berglind Asgeirsdóttir,  Islândia, 1996-1999
- Frida Nokken,  Noruega, 1999-2007
- Jan-Erik Enestam,  Finlândia, 2007-2013
- Britt Bohlin,  Suécia, 2014-

## Prémios do Conselho Nórdico
- Prémio Literário do Conselho Nórdico
- Prémio de Música do Conselho Nórdico[10]
- Prémio de Cinema do Conselho Nórdico
- Prémio de Natureza e Ecologia do Conselho Nórdico